# Witness (álbum de Blessthefall)
Witness es el segundo álbum de estudio de la banda de post-hardcore Blessthefall. Fue lanzado el 6 de octubre de 2009, a través de Fearless Records. Es el primer álbum de la banda con Beau Bokan en la voz principal y el álbum final con el guitarrista Mike Frisby. El álbum fue coproducido con el baterista de There for Tomorrow, Chris Kamrada. Este álbum incluye una entrada post-metal, 2.0, y algunas canciones sin screams o guturales.

## Contexto
La canción "God Wears Gucci" se lanzó en MySpace y iTunes Store el martes 11 de agosto de 2009, y es la tercera canción lanzada del álbum, junto con "To Hell and Back" y "We'll Sleep When We". Re Dead ", aunque estas fueron demostraciones de las versiones del álbum. El 9 de septiembre, la banda subió una nueva canción a Myspace: "What's Left of Me". Todo el álbum fue transmitido en su página de MySpace hasta el 6 de octubre de 2009. El álbum salió a la venta en Estados Unidos el 6 de octubre de 2009, con una fecha de lanzamiento en Europa del 26 de octubre programada, antes de su primera gira europea en promoción del álbum. Witness vendió 11,000 copias en su primera semana, debutando en el n.º 56 en Billboard 200 y en el n.º 6 en el Top Independent Albums chart.
La canción "Hey Baby, Here's That Song You Wanted" ha sido lanzada como contenido descargable para Rock Band en la Xbox 360. La canción "To Hell and Back" apareció en la banda sonora de Splinter Cell: Conviction de Ubisoft. [cita requerida] La canción y el avance del juego se lanzaron a principios de abril de 2010. Las canciones "God Wears Gucci" y "To Hell and Back" son pistas descargables en el juego para iOS Tap Tap Revenge 4.

## Listado de canciones
| N.º | Título                                      | Duración |  |
| 1.  | «2.0»                                       | 1:00     |  |
| 2.  | «What's Left of Me»                         | 3:30     |  |
| 3.  | «To Hell & Back»                            | 3:18     |  |
| 4.  | «God Wears Gucci»                           | 3:53     |  |
| 5.  | «Hey Baby, Here's That Song You Wanted»     | 3:28     |  |
| 6.  | «Witness»                                   | 3:13     |  |
| 7.  | «Last Ones Left»                            | 2:51     |  |
| 8.  | «Five Ninety»                               | 3:50     |  |
| 9.  | «We'll Sleep When We're Dead»               | 4:11     |  |
| 10. | «Skinwalkers»                               | 3:58     |  |
| 11. | «You Deserve Nothing & I Hope You Get Less» | 3:36     |  |
| 12. | «Stay Still»                                | 4:10     |  |

## Personal
Blessthefall
- Beau Bokan - voz, teclado, piano
- Eric Lambert - guitarra líder, coros
- Mike Frisby - guitarra rítmica
- Jared Warth - bajo, voz gutural
- Matt Traynor - batería, percusión

Producción
- Michael Baskette - producción
- Chris Kamrada - coproducción

## Posiciones
| Year                                     | Album details                                                                                        | Peak chart positions | Peak chart positions | Peak chart positions | Peak chart positions | Peak chart positions | Peak chart positions | Peak chart positions |
| Year                                     | Album details                                                                                        | US                   | US Alt               | US Heat              | US Hard Rock         | US Indie             | US Rock              | AUS                  |
| ---------------------------------------- | --- | -------------------- | -------------------- | -------------------- | -------------------- | -------------------- | -------------------- | -------------------- |
| 2009                                     | Witness - Lanzamiento: 6 de octubre de 2009 - Discográfica: Fearless - Formato: CD, digital download | 56                   | 13                   | —                    | 9                    | 6                    | 25                   | —                    |
| "—" denotes a release that did not chart | |                      |                      |                      |                      |                      |                      |                      |